# Winter Springs
Winter Springs est une ville américaine située dans le comté de Seminole en Floride.

## Démographie
| 1960 | 1970  | 1980   | 1990   | 2000   | 2010   |
| ---- | ----- | ------ | ------ | ------ | ------ |
| 609  | 1 161 | 10 475 | 22 151 | 31 666 | 33 282 |

## Traduction
- (en) Cet article est partiellement ou en totalité issu de l’article de Wikipédia en anglais intitulé « Winter Springs, Florida » (voir la liste des auteurs).